# 假枝雀麦
假枝雀麦（学名：Bromus pseudoramosus）为禾本科雀麦属下的一个种。

## 扩展阅读
- 維基物種上的相關：假枝雀麦